# Erioptera conica
Erioptera conica är en tvåvingeart som först beskrevs av Evgenyi Nikolayevich Savchenko 1972.  Erioptera conica ingår i släktet Erioptera och familjen småharkrankar. Inga underarter finns listade i Catalogue of Life.